# كينيون كوتن
كينيون كوتن (بالإنجليزية: Kenyon Cotton)‏ هو لاعب كرة قدم أمريكية أمريكي، ولد في 23 فبراير 1974 في بوسير سيتي في الولايات المتحدة، وتوفي في 23 يوليو 2010 في لويزيانا في الولايات المتحدة.

## وصلات خارجية
- كينيون كوتن على موقع مرجع كرة القدم المحترفة.كوم (الإنجليزية)